# New Hyde Park
New Hyde Park ist ein Ort im Nassau County auf Long Island im Bundesstaat New York in den Vereinigten Staaten. Er umfasst das Village und die umliegenden uninkorporierten Gebiete, die denselben Namen haben.
Das Village of New Hyde Park liegt teils-teils in der Town of Hempstead und der Town of North Hempstead. Zum Zeitpunkt des United States Census 2010 hatte das Village 9712 Einwohner. Die meisten Bewohner sind Auspendler ins benachbarte New York City. Mehr als 75 % der Fläche ist mit Einfamilienhäusern bebaut, obwohl es in der Nähe der Station der Long Island Rail Road Lagerhäuser gibt und sich entlang des Jericho Turnpike Einzelhandelsgeschäfte erstrecken.

## Geographie
New Hyde Parks geographische Koordinaten lauten 40° 44′ N, 73° 41′ W. Nach den Angaben des United States Census Bureaus hat das Village eine Gesamtfläche von 2,2 km2, ohne nennenswerte Gewässerflächen.
Das Village of New Hyde Park liegt zum Teil in der Town of Hempstead und zum Teil in der Town of North Hempstead im Nassau County, wobei der Jericho Turnpike die Grenze zwischen beiden Towns markiert. Die uninkorporierten Teile New Hyde Parks liegen in der Town of North Hempstead im Nassau County und zu einem kleinen Teil in Queens.
Auch die Bewohner des Census-designated place (CDP) North New Hyde Park bezeichnen sich oft als New Hyde Parkers; der CDP liegt in der Town of North Hempstead und zu einem kleinen Teil in Queens.
Das Village grenzt an die Villages Floral Park, Stewart Manor und Garden City. Die uninkorporierten Gebiete von New Hyde Park grenzen die unincorporierten Gebiete von Floral Park Centre und an North New Hyde Park, beide in der Town of North Hempstead.

## Geschichte
Thomas Dongan, der vierte königliche Gouverneur von New York, erhielt 1683 eine 800 Acre große Landparzelle, die auch das heutige New Hyde Park umfasste. Dongan baute ein Herrenhaus an der heutigen Lakeville Road. 1691 floh Dongan nach Neuengland und schließlich nach Irland, als König James II. und seine katholischen Kräfte es nicht schafften, die Macht in England und Irland zurückzuerlangen.
1715 wurde Dongans Besitz an George Clarke verkauft. Zu Ehren seiner Frau Ann Hyde benannte er ihn in Hyde Park um. 1783 verkaufte er den Besitz, und zu Beginn des 19. Jahrhunderts wurde da Gebiet in Farmland aufgeteilt. Die Zucht von Vieh war seit Dongangs Zeit bis zur Mitte des 19. Jahrhunderts die wichtigste landwirtschaftliche Aktivität in dem Gebiet, doch als sich die Viehzucht im amerikanischen Westen ausbreitete, wurden die Bauern der Gegend in andere Aktivitäten gezwungen.
Als 1871 ein Postamt eröffnet wurde, änderte man den Namen von Hyde Park in New Hyde Park, weil es Upstate bereits Postamt Hyde Park gab. 1927 wurde New Hyde Park als Village inkorporiert.

## Administration
Das Village wird regiert durch einen Bürgermeister mit vier beigeordneten Räten, die auf vier Jahre gewählt werden.
Drei verschiedene Feuerwehren sind für New Hyde Park zuständig: die Wehren aus New Hyde Park selbst, die Feuerwehr aus Garden City und die Feuerwehr Manhasset-Lakeville. Die für New Hyde Park zuständige Polizei ist das Nassau County Police Department.
Dem Postamt in New Hyde Park ist der ZIP-Code 11040 zugewiesen. Außer für das Village of New Hyde Park liegen uninkorporierte Teile New Hyde Parks sowie die uninkorporierten Orte North New Hyde Park, Garden City Park, Herricks, Manhasset Hills und Lakeville Estates – alle in der Town of North Hempstead – im Bereich dieses ZIP-Codes. Außerdem liegen ein kleiner Teil des Village of North Hills sowie das Viertel Glen Oaks im New Yorker Stadtbezirk Queens im Zuständigkeitsbereich des New Hyde Park Post Office.

## Bildung

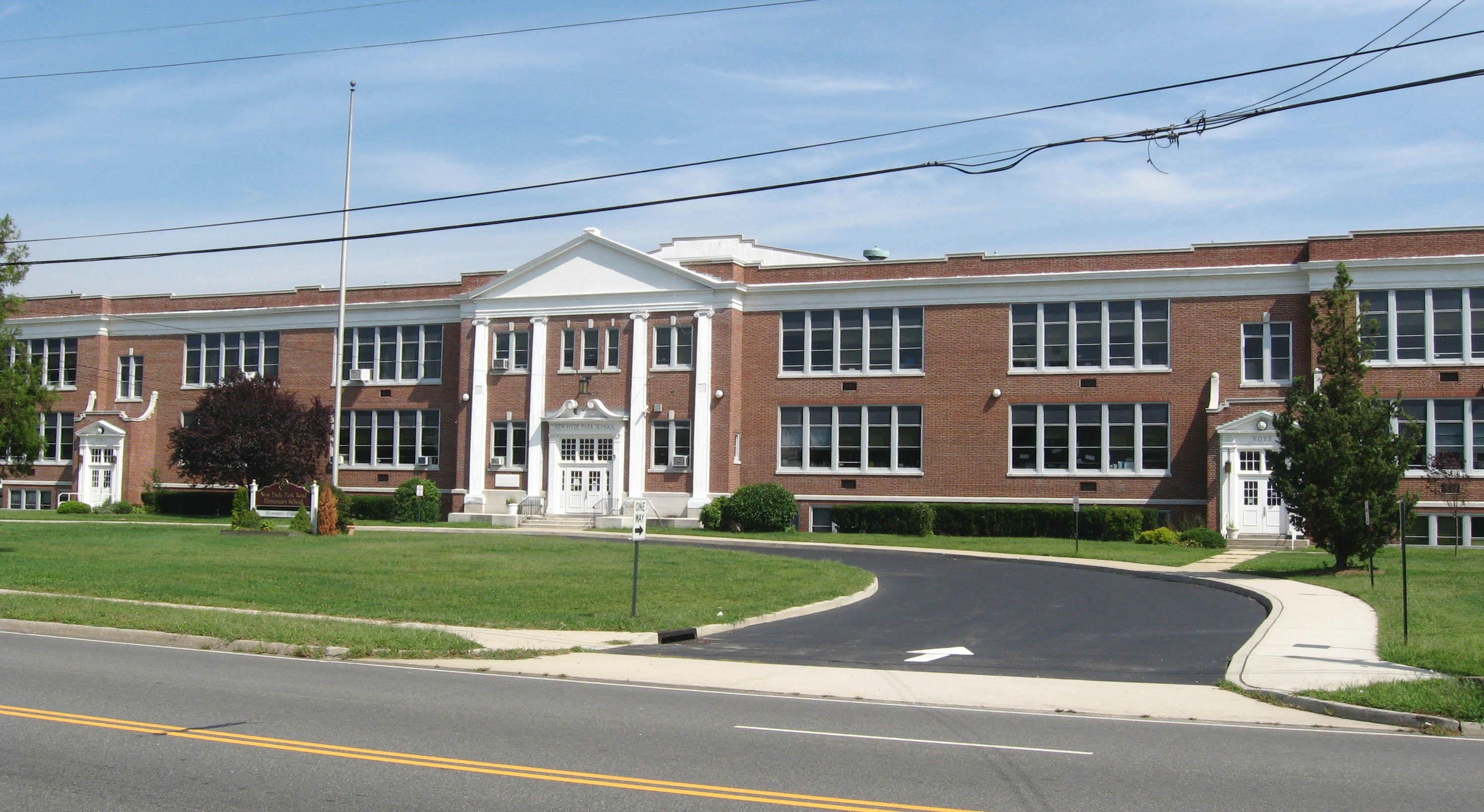
New Hyde Park Road Elementary School

New Hyde Park gehört zu vier verschiedenen Schulbezirken: zum New Hyde Park-Garden City Park School District, zum Sewanhaka Central High School District (mit der New Hyde Park Memorial High School, Sewanhaka High School, Elmont School District, H. Frank Carey High School und der Floral Park Memorial High School), zum Herricks Union Free School District, und das Gebiet nördlich der Hillside Avenue und westlich der New Hyde Park Road gehört zum Great Neck School District.

## Verkehr
Der Bahnhof von New Hyde Park wird von der Port Jefferson Branch der Long Island Rail Road angefahren.

## Demographie

### Census 2000
Zum Zeitpunkt des United States Census 2000 bewohnten New Hyde Park 9523 Personen. Die Bevölkerungsdichte betrug 4377,2 Personen pro km². Es gab 3353 Wohneinheiten, durchschnittlich 1541,2 pro km². Die Bevölkerung New Hyde Parks bestand zu 82,01 % aus Weißen, 0,57 % Schwarzen oder African American, 0,07 % Native American, 13,40 % Asian, 0,02 % Pacific Islander, 2,59 % gaben an, anderen Rassen anzugehören und 1,33 % nannten zwei oder mehr Rassen. 7,9 % der Bevölkerung erklärten, Hispanos oder Latinos jeglicher Rasse zu sein.
Die Bewohner New Hyde Parks verteilten sich auf 3290 Haushalte, von denen in 32,7 % Kinder unter 18 Jahren lebten. 63,0 % der Haushalte stellten Verheiratete, 10,9 % hatten einen weiblichen Haushaltsvorstand ohne Ehemann und 21,9 % bildeten keine Familien. 18,5 % der Haushalte bestanden aus Einzelpersonen und in 10,5 % aller Haushalte lebte jemand im Alter von 65 Jahren oder mehr alleine. Die durchschnittliche Haushaltsgröße betrug 2,89 und die durchschnittliche Familiengröße 3,3 Personen.
Die Bevölkerung verteilte sich auf 22,1 % Minderjährige, 7,4 % 18–24-Jährige, 28,5 % 25–44-Jährige, 23,8 % 45–64-Jährige und 18,1 % im Alter von 65 Jahren oder mehr. Der Median des Alters betrug 40 Jahre. Auf jeweils 100 Frauen entfielen 90,5 Männer. Bei den über 18-Jährigen entfielen auf 100 Frauen 88,9 Männer.
Das mittlere Haushaltseinkommen in New Hyde Park betrug 61.585 US-Dollar und das mittlere Familieneinkommen erreichte die Höhe von 72.384 US-Dollar. Das Durchschnittseinkommen der Männer betrug 50.066 US-Dollar, gegenüber 38.393 US-Dollar bei den Frauen. Das Pro-Kopf-Einkommen belief sich auf 24.771 US-Dollar. 3,3 % der Bevölkerung und 2,4 % der Familien hatten ein Einkommen unterhalb der Armutsgrenze, davon waren 1,9 % der Minderjährigen und 6,1 % der Altersgruppe 65 Jahre und mehr betroffen.

### Census 2010
Beim United States Census 2010 hatte New Hyde Park 9712 Einwohner. Die Bevölkerungsdichte betrug 4377,2 Einwohner pro Quadratkilometer. Insgesamt gab es 3353 Wohneinheiten, das sind 1541,2 pro Quadratkilometer. Von der Einwohnerschaft waren 58,1 % Weiße, 1,3 % African American, 0,3 % Natives, 26,0 % Asians und 0,1 % Pacific Islanders. 2,5 % erklärten, zwei oder mehr Races anzugehören und 2,5 gaben an, Angehörige anderer Races zu sein. Als Hispanos oder Latinos identifizierten sich 12,2 % der Bevölkerung.
Von den 3290 Haushalten bestanden 2569 aus Familien. In 32,7 % der Haushalte lebten Minderjährige und in 63,0 % der Haushalte verheiratete Paare. Von Frauen ohne Ehemann geführt wurden 10,9 % der Haushalte, und Männer ohne Ehefrauen führten x % der Haushalte. 21,9 % der Haushalte bestanden nicht aus Familien, und in 18,5 % der Haushalte bestanden aus Einzelpersonen, 10,5 % der Haushalte bestanden aus Einzelpersonen, die zum Zeitpunkt der Erhebung über 65 Jahre alt waren. Die durchschnittliche Haushaltsgröße betrug 2,89 Personen, Familien hatten durchschnittlich 3,31 Mitglieder.
Der Median des Alters war 22,1 Jahre. 7,4 % der Einwohner waren minderjährig, 28,5 % entfielen auf die Altersgruppe 18–24 Jahre; 23,8 % waren 25–44 Jahre alt, 18,1 % waren 45–64 Jahre alt und 40 % waren 65 Jahre alt oder älter. 90,5 % der Einwohner waren männlich und 88,9 % weiblich.

## Persönlichkeiten
- Al Oerter (1936–2007), vierfacher Olympiasieger im Diskuswerfen[8]
- Kenneth D. Garbade (* 1946), Wirtschaftswissenschaftler
- Y. Bhekhirst (* 1952), Musiker
- Bob Avellini (* 1953), Footballspieler
- Gary Christenson (* 1953), Baseballspieler
- Amy Halberstadt (* 1954), Sozialpsychologin
- Pete Koch (* 1962), Footballspieler
- Crystal Dunn (* 1992), Fußballspielerin
- Brian Saramago (* 1998), Fußballspieler

## Belege
1. ↑  US Gazetteer files: 2010, 2000, and 1990. United States Census Bureau, 12. Februar 2011, abgerufen am 14. Oktober 2016.
2. 1 2 3  Aronson, Harvey (Hrsg.): Home Town Long Island. (Newsday, 1999), ISBN 1-885134-21-5.
3. 1 2  Weidman, Bette S. and Linda B. Martin. Nassau County Long Island In Early Photographs: 1869–1940. Dover Publications Inc., 1981, ISBN 0-486-24136-X.
4. ↑  Geschichte der Stadt. Carol Nowakowski, abgerufen am 1. Februar 2021.
5. ↑  Annual Estimates of the Resident Population for Incorporated Places: April 1, 2010 to July 1, 2015. Abgerufen am 14. Oktober 2016 (englisch).
6. ↑  Census of Population and Housing. Census.gov, abgerufen am 14. Oktober 2016 (englisch).
7. ↑  American FactFinder. United States Census Bureau, abgerufen am 11. April 2013 (englisch).
8. ↑  Frank Litsky: Al Oerter, Olympic Discus Champion, Is Dead at 71. The New York Times, 2. Oktober 2007, abgerufen am 14. Oktober 2016 (englisch): „Alfred Oerter Jr. was born Sept. 19, 1936, in Astoria, Queens, and grew up on Long Island, in New Hyde Park. At Sewanhaka High School, he was a sprinter and then a miler.“